# 采
采（さい）は、漢姓の一つ。

## 朝鮮の姓
采（さい、チェ、朝: 채）は、朝鮮人の姓の一つである。2015年の国勢調査による韓国内での人口は14人。

### 氏族
2015年の韓国の統計で礪山采氏が5人、残りの9人の本貫は不明である。